# لوکا پاندولفی
لوکا پاندولفی (انگلیسی: Luca Pandolfi؛ زادهٔ ۱۴ مارس ۱۹۹۸) بازیکن فوتبال است.